# Axiopoeniella laymerisa
Axiopoeniella laymerisa är en fjärilsart som beskrevs av Grand. 1867. Axiopoeniella laymerisa ingår i släktet Axiopoeniella och familjen björnspinnare. Inga underarter finns listade i Catalogue of Life.

## Bildgalleri

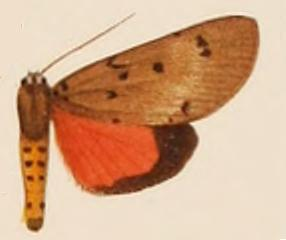